# Upper Lachlan Shire Council
Upper Lachlan Shire Council is een Local Government Area (LGA) in de Australische deelstaat New South Wales.